# Otto von Münchhausen

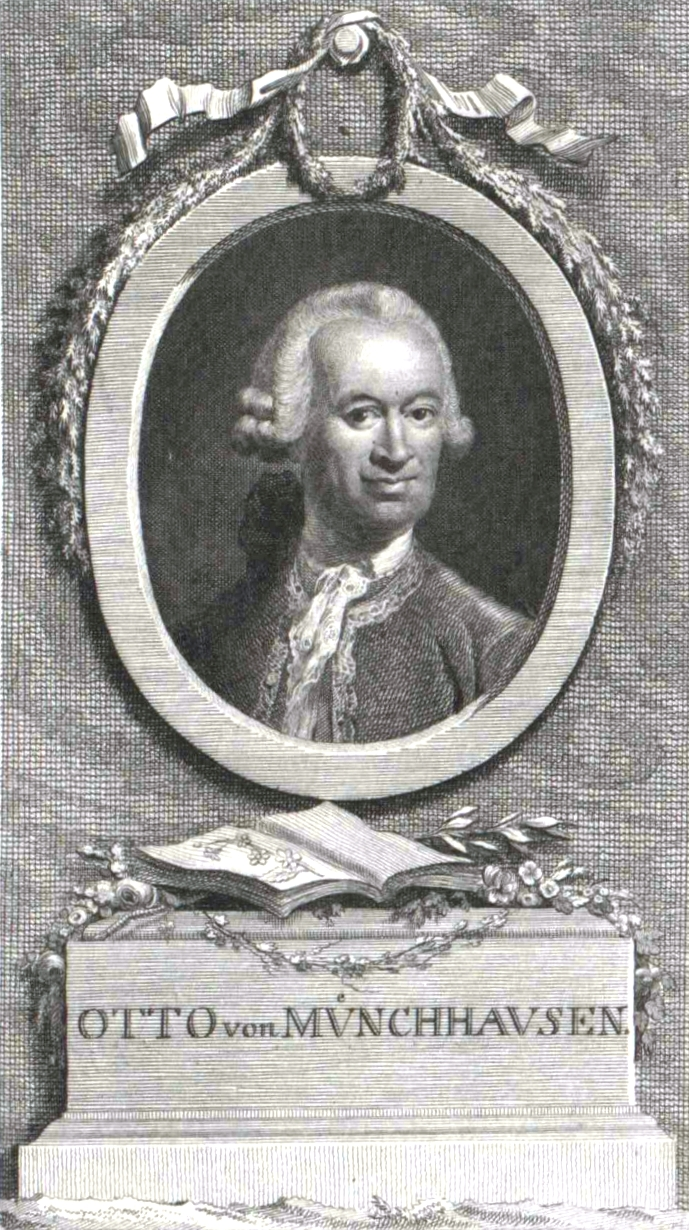
Otto von Münchhausen

Otto von Münchhausen (1716-1774)  foi um botânico alemão.